# Con el paso del tiempo
Con el paso del tiempo es el nombre del décimo álbum de estudio grabado por el cantautor español José Luis Perales. Fue lanzado al mercado en 1986 y es el primero bajo el sello discográfico CBS Discos.
De este álbum se desprenden los doble sencillo:
- Ay corazón/Recuerdo un tren (1986)
- Que canten los niños/Yo también tuve quince años (1986). «Que canten los niños» es en homenaje a las Aldeas Infantiles SOS.[1]
- La primera vez/Me iré calladamente (1986)

Y el sencillo:
- No resulta fácil (1986)

## Antecedentes
La participación de José Luis Perales con Aldeas Infantiles SOS se origina cuando en Argentina, en una gira por América, a principios de los años 80, conoció la historia de unos hogares tutelados por mujeres, que se hacían cargo de la atención y cuidados de unos niños que, por diferentes circunstancias, procedían de la marginación y el desamparo. De regreso a España entró en contacto con Juan Belda, presidente de la organización en España, quien le explicó la labor que desarrollan en todo el mundo en favor de la infancia marginada.
Al preguntarle cómo podía colaborar con la organización, Belda le pidió que compusiera una canción promoviendo la idea de Aldeas Infantiles y la incluyera en un disco. Y así nació «Que canten los niños», que se incluyó en el álbum «Con el paso del tiempo», cuyos derechos el autor ha cedido a la organización.

## Listado de canciones

### Disco de vinilo
| Lado A |                    |                                                      |          |  |
| N.º    | Título             | Música                                               | Duración |  |
| 1.     | «La primera vez»   | Graham Preskett (Dirección de orquesta y arreglos)   |          |  |
| 2.     | «Ay corazón»       | Maurizio Fabrizio (Dirección de orquesta y arreglos) |          |  |
| 3.     | «No resulta fácil» | Maurizio Fabrizio (Dirección de orquesta y arreglos) |          |  |
| 4.     | «Lucía»            | Maurizio Fabrizio (Dirección de orquesta y arreglos) |          |  |
| 5.     | «Recuerdo un tren» | Maurizio Fabrizio (Dirección de orquesta y arreglos) |          |  |

| Lado B |                                                                  |                                                      |          |  |
| N.º    | Título                                                           | Música                                               | Duración |  |
| 1.     | «Que canten los niños (dedicado a las aldeas infantiles S.O.S.)» | Graham Preskett (Dirección de orquesta y arreglos)   |          |  |
| 2.     | «Ay amor» (Dueto con Mocedades)                                  | Maurizio Fabrizio (Dirección de orquesta y arreglos) |          |  |
| 3.     | «Tan solo necesito»                                              | Maurizio Fabrizio (Dirección de orquesta y arreglos) |          |  |
| 4.     | «Yo también tuve quince años»                                    | Graham Preskett (Dirección de orquesta y arreglos)   |          |  |
| 5.     | «Me iré calladamente»                                            | Graham Preskett (Dirección de orquesta y arreglos)   |          |  |

### Casete
| Lado A |                    |                                                      |          |  |
| N.º    | Título             | Música                                               | Duración |  |
| 1.     | «La primera vez»   | Graham Preskett (Dirección de orquesta y arreglos)   |          |  |
| 2.     | «Ay corazón»       | Maurizio Fabrizio (Dirección de orquesta y arreglos) |          |  |
| 3.     | «No resulta fácil» | Maurizio Fabrizio (Dirección de orquesta y arreglos) |          |  |
| 4.     | «Lucía»            | Maurizio Fabrizio (Dirección de orquesta y arreglos) |          |  |
| 5.     | «Recuerdo un tren» | Maurizio Fabrizio (Dirección de orquesta y arreglos) |          |  |

| Lado B |                                                                  |                                                      |          |  |
| N.º    | Título                                                           | Música                                               | Duración |  |
| 1.     | «Que canten los niños (dedicado a las aldeas infantiles S.O.S.)» | Graham Preskett (Dirección de orquesta y arreglos)   |          |  |
| 2.     | «Ay amor» (Dueto con Mocedades)                                  | Maurizio Fabrizio (Dirección de orquesta y arreglos) |          |  |
| 3.     | «Tan solo necesito»                                              | Maurizio Fabrizio (Dirección de orquesta y arreglos) |          |  |
| 4.     | «Yo también tuve quince años»                                    | Graham Preskett (Dirección de orquesta y arreglos)   |          |  |
| 5.     | «Me iré calladamente»                                            | Graham Preskett (Dirección de orquesta y arreglos)   |          |  |

### CD
|       |                                                                  |                                                      |          |  |  |  |  |  |  |  |
| N.º   | Título                                                           | Música                                               | Duración |  |  |  |  |  |  |  |
| 1.    | «La primera vez»                                                 | Graham Preskett (Dirección de orquesta y arreglos)   | 3:37     |  |  |  |  |  |  |  |
| 2.    | «Ay corazón»                                                     | Maurizio Fabrizio (Dirección de orquesta y arreglos) | 3:33     |  |  |  |  |  |  |  |
| 3.    | «No resulta fácil»                                               | Maurizio Fabrizio (Dirección de orquesta y arreglos) | 4:06     |  |  |  |  |  |  |  |
| 4.    | «Lucía»                                                          | Maurizio Fabrizio (Dirección de orquesta y arreglos) | 3:55     |  |  |  |  |  |  |  |
| 5.    | «Recuerdo un tren»                                               | Maurizio Fabrizio (Dirección de orquesta y arreglos) | 3:48     |  |  |  |  |  |  |  |
| 6.    | «Que canten los niños (dedicado a las aldeas infantiles S.O.S.)» | Graham Preskett (Dirección de orquesta y arreglos)   | 4:42     |  |  |  |  |  |  |  |
| 7.    | «Ay amor» (Dueto con Mocedades)                                  | Maurizio Fabrizio (Dirección de orquesta y arreglos) | 3:06     |  |  |  |  |  |  |  |
| 8.    | «Tan solo necesito»                                              | Maurizio Fabrizio (Dirección de orquesta y arreglos) | 3:57     |  |  |  |  |  |  |  |
| 9.    | «Yo también tuve quince años»                                    | Graham Preskett (Dirección de orquesta y arreglos)   | 3:51     |  |  |  |  |  |  |  |
| 10.   | «Me iré calladamente»                                            | Graham Preskett (Dirección de orquesta y arreglos)   | 3:34     |  |  |  |  |  |  |  |
| 38:09 |                                                                  |                                                      |          |  |  |  |  |  |  |  |

## Créditos y personal

### Músicos
- Arreglos y dirección de orquesta:
  - Maurizio Fabrizio:
    - Lado A: 2, 3, 4 y 5
    - Lado B: 2 y 3

  - Graham Preskett:
    - Lado A: 1
    - Lado B: 1, 4 y 5

### Personal de grabación y posproducción
- Todas las canciones compuestas por José Luis Perales
- Compañía discográfica: Sony Music
- Sello discográfico: CBS Internacional; Nueva York, Estados Unidos